# Collecte

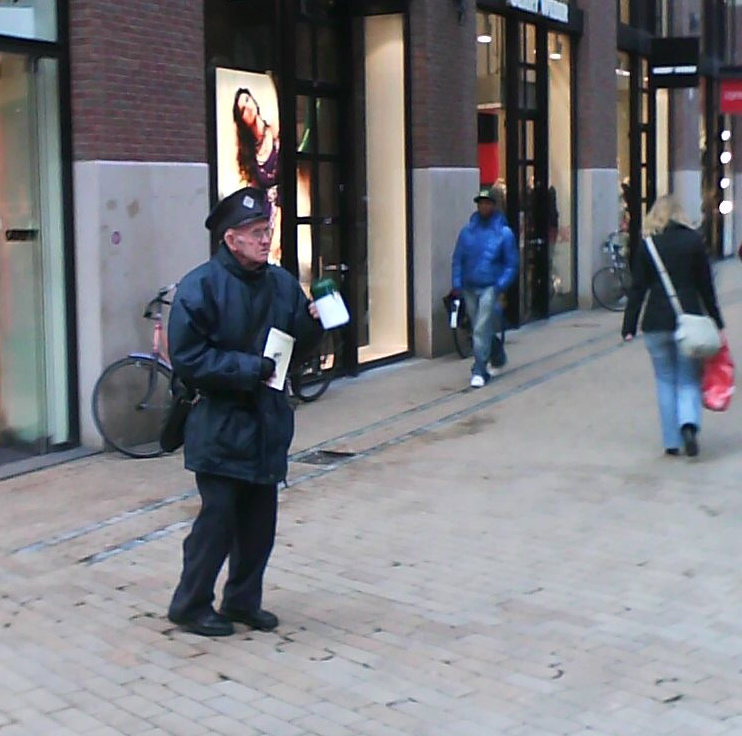
Collectant voor het Noordelijk Heilsleger

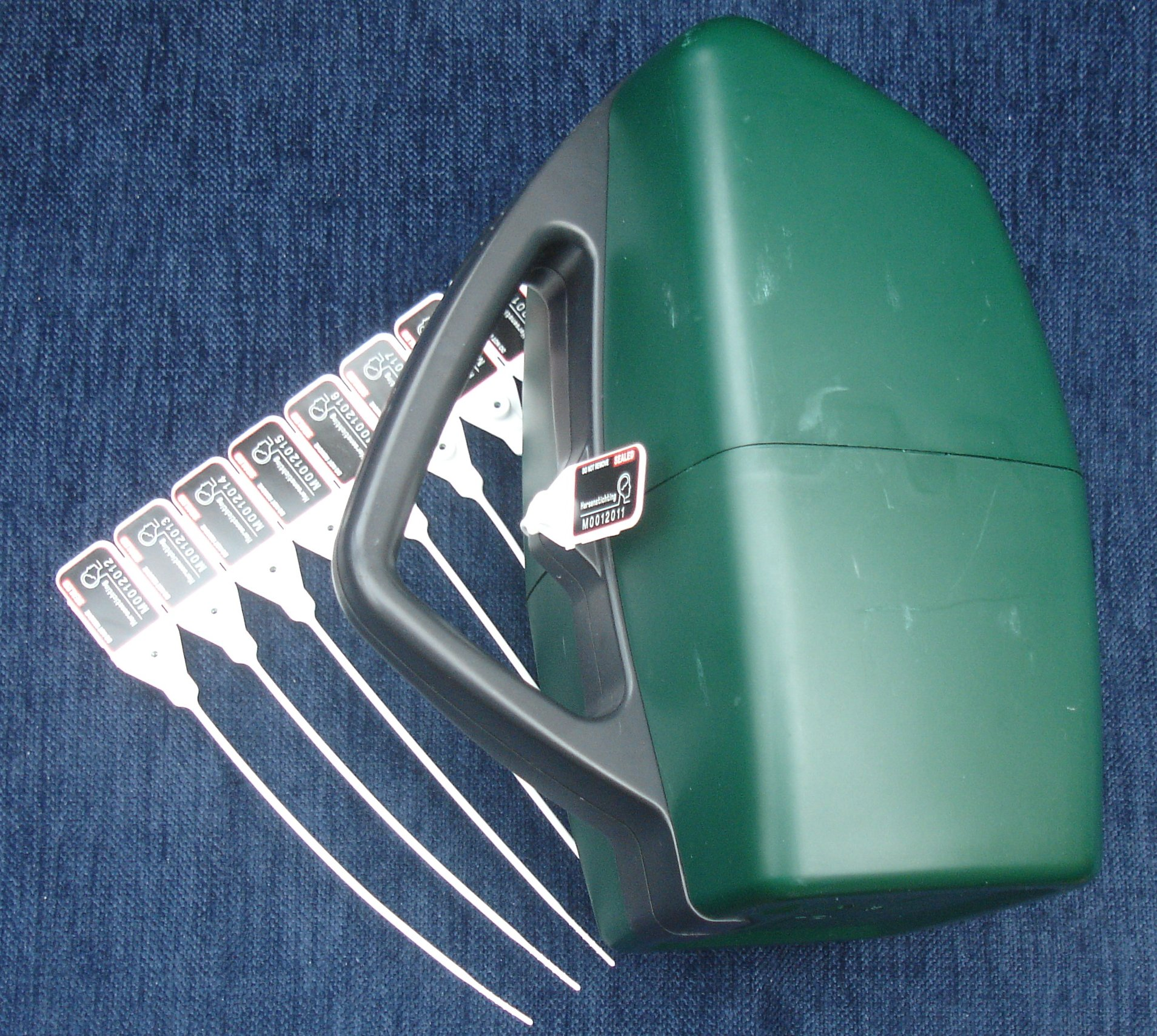
Een collectebus werd voorheen met een slotje of zegellak gesloten, thans gebruikt men een gewaarmerkte tiewrap.

Een collecte is een geldinzamelingsactie, meestal bestemd voor een goed doel, de kerk of hulpverlening bij natuurramp.
Er zijn tientallen goededoelenorganisaties waarvoor mensen met een collectebus langs de deuren gaan of op straat een inzamelingsactie houden. Voor zo'n openbare collecte is in veel gevallen een vergunning vereist van de gemeente. 
De collectanten zijn vrijwilligers en krijgen een verzegelde collectebus mee. Op de collectebus staat tegenwoordig een QR-code, gevers kunnen die met de telefoon scannen en langs die weg doneren.
Een buurtbewoner is de lokale coördinator van de collecte. Hij deelt de collectebussen uit en neemt ze na afloop van de collecteperiode terug in ontvangst. De lokale coördinator is de contactpersoon van de organiserende goededoelenorganisatie.
26 goededoelenorganisaties met CBF-erkenning zijn verenigd in de Stichting Collecteplan, en stemmen hun collectes jaarlijks op elkaar af via het collecterooster. In kerken collecteert men tijdens de kerkdienst of mis. Er zijn ook collectes zonder vergunning waarvan het geld voor eigen gebruik is bestemd; indien dit wordt verzwegen is dat oplichterij. Worden dergelijke collectes gesignaleerd, dan wordt er contact opgenomen met de politie.
Volgens de in 2009 gepubliceerde ''Toekomstverkenning goede doelen collectes'[dode link]' bedroegen de totale inkomsten uit collectes in het jaar 2007 zestig miljoen euro. Volgens dezelfde studie is de opbrengst van collectes per inwoner in kleine gemeenten duidelijk hoger dan in de steden. Het aantal collectanten vertoont een dalende trend.
De opbrengst van een deel van de collectes komt terecht in collectebusfondsen.

## Geld tellen
Bij het inleveren van een collectebus wordt de inhoud door twee personen geteld. Vanouds gebeurt dat direct bij het inleveren, door de collectant en de coördinator. Het bedrag wordt op een lijst ingevuld. Een andere mogelijkheid is dat de coördinator de verzegelde bussen op een afgesproken tijdstip naar een centraal punt brengt, waar de gezamenlijke coördinatoren de bussen openen en de inhoud tellen. Er wordt per collectant genoteerd hoe veel geld er is opgehaald. Het bedrag dat met de QR-code gedoneerd is, geldt ook als opgehaald door die collectant.
In kerken worden meestal onverzegelde collectezakken gebruikt. Dat kan omdat er permanent toezicht is. Ook hier geschiedt het tellen door twee personen.
- Bioscoopjournaal uit mei 1925. De jaarlijkse door de kruisverenigingen georganiseerde Emmabloemcollecte te Haarlem. De collecte is tbv de Stichting Emmafonds, die zich inzet voor de verzorging van de tuberculosepatienten, die in Oranje Nassau's Oord te Renkum verpleegd worden.
- Bioscoopjournaal uit 1926. Grootse collecte ten bate van de slachtoffers van de overstromingen in Limburg, Noord-Brabant en Gelderland. Aan de collecte wordt o.a. meegedaan door de burgers van Amsterdam, de brandweer, leerlingen van de Zeevaartschool en de Nederlandse Standwerkersbond.
- Sinterklaas collecteert voor arme kinderen, 1 december 1929
- Bioscoopjournaal uit april 1939. Een collecte-actie door de Vereniging Nationale Dierenzorg te Den Haag.
- Bioscoopjournaal uit 1945. Promotiefimpje voor de collecte van het Nederlands Volksherstel dat tot doel had getroffenen van de bezetting, repatrianten van de Duitse tewerkstelling en teruggekeerde Joden van de noodzakelijke levensbehoeften te voorzien.